# Truppe ausiliarie dell'esercito romano
Le truppe ausiliarie (“Truppe d'appoggio”, in latino auxilia) furono un corpo dell'esercito romano reclutato fra le popolazioni sottomesse di peregrini, ovvero non ancora in possesso della cittadinanza romana.

## Storia

### Le truppe alleate (socii) in epoca repubblicana
Gli alleati di Roma (dal latino Socii) cominciarono molto presto, nella storia di Roma repubblicana a giocare una parte rilevante nelle campagne annuali delle guerre su grande scala. Essi erano obbligati a fornire contingenti di fanti pari a quelli dei legionari (per un totale di due legioni di 4.200/5.000 fanti ciascuna), e di cavalieri tre volte superiori (pari a 900 cavalieri). Queste unità militari erano chiamate Alae, proprio perché erano poste alle "ali" dello schieramento romano.
Sappiamo, inoltre, sempre da Polibio, che se ai cavalieri romani erano date razioni mensili per sette medimni di orzo e due di grano (che il questore detraeva poi dallo stipendium), agli alleati (socii) invece erano dati gratuitamente un medimno ed un terzo di frumento e cinque di orzo al mese.

Schieramento in battaglia dell'esercito consolare polibiano nel III secolo a.C., con al centro le legioni e sui fianchi le Alae Sociorum (gli alleati italici), oltre alla cavalleria legionaria e alleata.

La grande capacità tattica di Annibale aveva messo in crisi l'esercito romano. Le sue manovre imprevedibili, repentine, affidate soprattutto alle ali di cavalleria cartaginese e numidica, avevano distrutto numerosi eserciti romani accorrenti, anche se superiori nel numero dei loro componenti, come era avvenuto soprattutto nella battaglia di Canne dove perirono 50.000 Romani. Questo portò ad una rielaborazione della tattica legionaria, ma soprattutto all'impiego di contingenti di cavalleria di regni alleati, come avvenne con Scipione Africano nella battaglia di Zama del 202 a.C., dove l'esercito romano (unitamente a 4.000 cavalieri alleati numidi, comandati da Massinissa) riuscì a battere in modo definitivo le forze cartaginesi di Annibale. A questi contingenti di cavalleria furono aggregati anche altre tipologie di combattenti dell'area mediterranea, i quali avevano sviluppato dei metodi di attacco particolari, come gli arcieri orientali o cretesi, i frombolieri delle isole Baleari (come successe anche durante la conquista della Gallia). Del resto contro le agili tribù montane e contro le fanterie leggere, i legionari erano troppo lenti ed impacciati. L'esigenza del Romani di dotarsi di questi corpi specializzati e di questi metodi di combattimento divenne fondamentale soprattutto a partire dalle guerre puniche.
Non era sempre possibile ottenere le abilità richieste da parte del cerchio degli alleati accettati ed a volte divenne necessario assumere dei mercenari. La riforma militare di Gaio Mario introdusse un nuovo concetto: tutte le forze straniere, qualunque fosse la loro condizione, divennero auxilia, ovvero truppe sussidiare ai cittadini legionari. Con estensione del dominio ed influenza di Roma su più popolazioni, essa fu in grado di richiedere truppe ai paesi conquistati e così aumentarono le varie specializzazioni delle truppe ausiliarie.
A maggior ragione in seguito alla guerra sociale degli anni 91-88 a.C., il fatto di aver conferito a tutte le popolazioni dell'Italia antica la cittadinanza romana, non fece altro che eliminare le cosiddette Alae di socii (costituite da fanti e cavalieri). Fu, pertanto, una necessità crescente quella di impiegare formazioni di fanteria "leggera" e di cavalleria "ausiliaria" presa dagli stati clienti o alleati (fuori dai confini italici), tanto più che con la riforma di Gaio Mario gli equites legionis erano stati soppressi. Non è un caso che Gaio Giulio Cesare, abbia a più riprese cominciato ad utilizzare contingenti di cavalieri di popolazioni alleate nel corso della conquista della Gallia. Reclutò tra le sue file soprattutto Galli e Germani, inquadrando queste nuove unità sotto decurioni romani, con grado pari a quello dei centurioni legionari ed un praefectus equitum. La stessa cosa avvenne anche nel corso della guerra civile che seguì tra Cesare e Pompeo degli anni 49-45 a.C.
In sostanza tutti gli ausiliari del tardo periodo Repubblicano eran arruolati di volta in volta, per la durata delle varie campagne, per mezzo di leve militari eseguite direttamente nei territori sottomessi a Roma, oppure venivano forniti in blocco dai capi delle tribù alleate (o "Clienti"). In questo secondo caso venivano retribuiti dai loro capi con paghe che non conosciamo, ma che certo erano molto inferiori a quelle dei legionari.
In battaglia il valore degli ausiliari era molto variabile e non sempre si poteva farvi affidamento. Le scariche delle loro frecce o i proiettili delle loro fionde furono utilizzati per coprire le avanzate della fanteria "pesante" legionaria o la "carica" della cavalleria. In Britannia, ad esempio, servirono a coprire lo sbarco dei legionari di Cesare, mentre ad Uxellodunum (nel 51 a.C.) arcieri e frombolieri impedirono ai Galli assediati di rifornirsi d'acqua. Spesso gli ausiliari partecipavano a scaramucce e ad operazioni di pattuglia, oppure erano inviati in missioni di vettovagliamento, di saccheggio, di rappresaglia. In certi schieramenti rinforzavano gli effettivi delle legioni.

### La riorganizzazione augustea

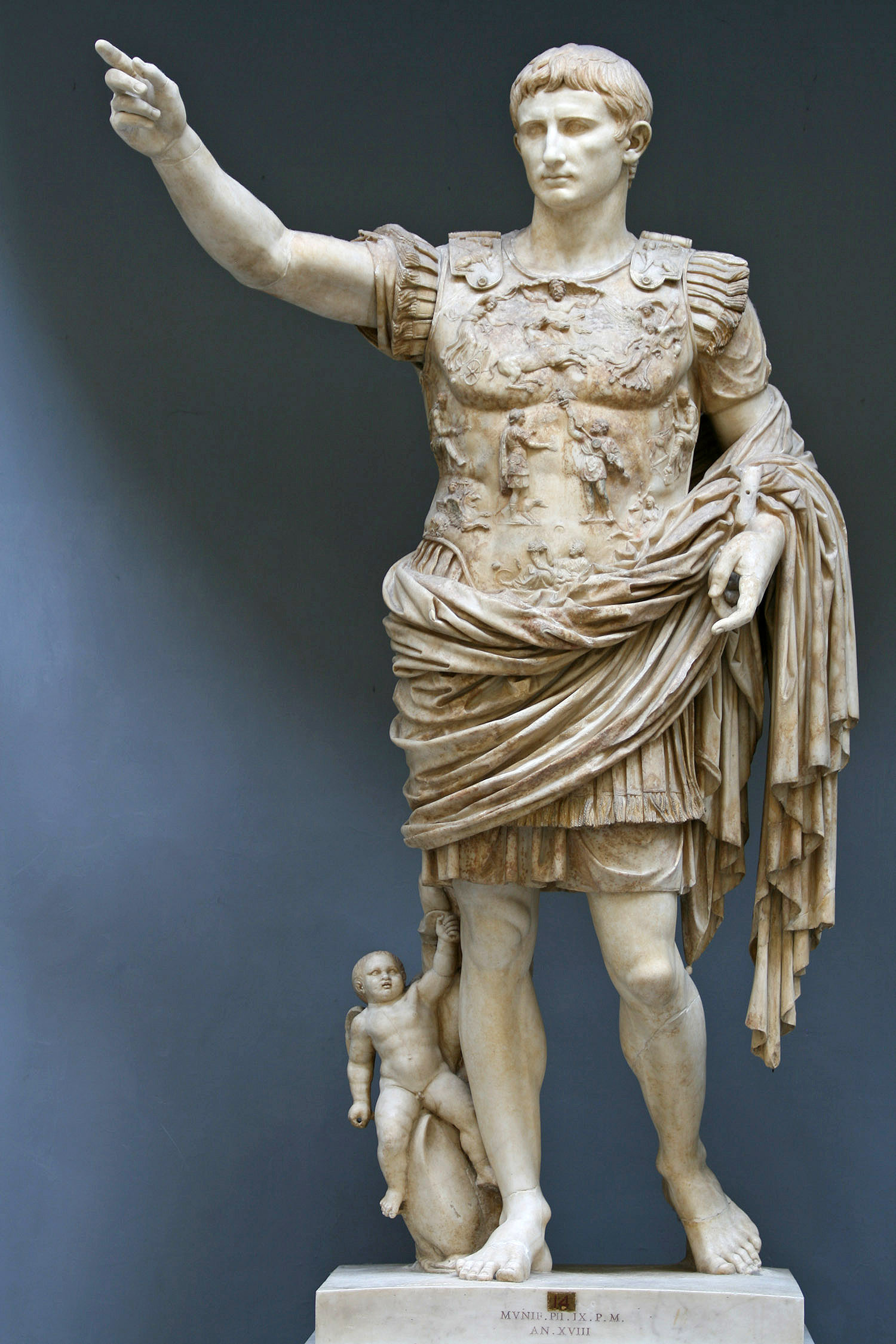
Statua di Augusto in uniforma militare (paludamentun).

Augusto, dopo la battaglia di Azio del 31 a.C., si vide costretto a decidere non soltanto quante legioni dovessero essere trattenute in servizio, ma anche quante truppe di auxilia fosse necessario inquadrare permanentemente nell'esercito. I loro reparti erano sottoposti al legato della legione pur rimanendo nettamente distinti da questa.
Gli auxilia costituivano la seconda componente fondamentale dell'esercito. In base al grado di specializzazione delle forze legionarie ed ai loro limiti tattici, è chiaro che gli auxilia non erano solo delle forze aggiuntive, ma complementari rispetto alle legioni (cavalleria "leggera" o "pesante", arcieri "a piedi" o a cavallo, e "fanteria leggera"). Probabilmente molte di queste unità non esistevano prima della battaglia di Azio, ma i nomi di alcuni squadroni di cavalleria fanno pensare che siano stati reclutati in Gallia dagli ufficiali di Cesare.

#### Reclutamento

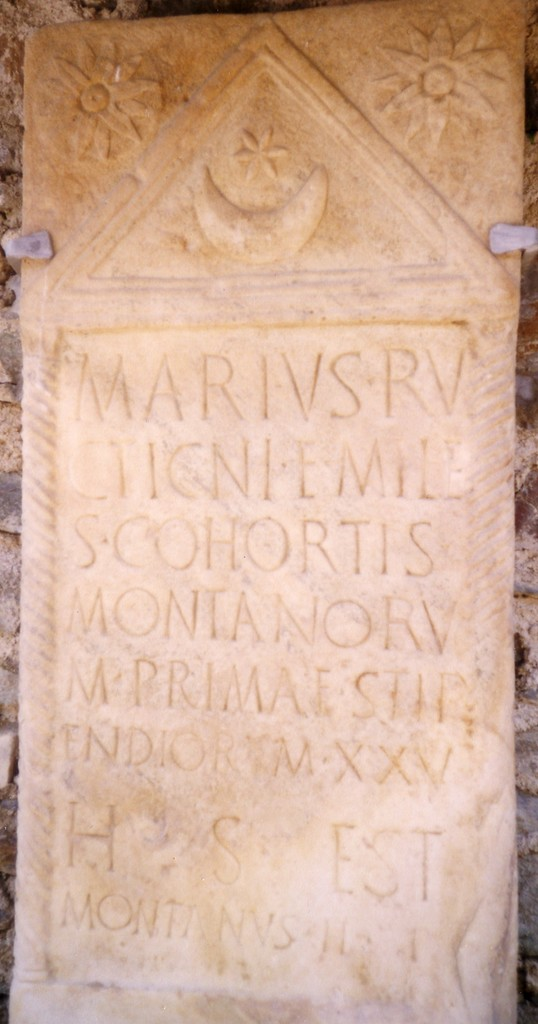
Tomba di un fante ausiliario, un certo Marius figlio di Ructicnus. L'iscrizione stabilisce che si trattava di un soldato semplice (miles) dell'unità ausiliaria Cohors I Montanorum, che morì nel suo 25º anno di servizio. L'erede che ne eresse la lastra tombale, si chiamava Montanus, lo stesso del nome etnico della sua unità, significando che si trattava di un nativo delle Alpi orientali. Da notare agli angoli superiori due stelle alpine, forse il simbolo della tribù dei Montani (popolo delle montagne). Potrebbe datarsi a prima del 68, e questa lapide mostra come le unità ausiliarie del periodo Giulio-Claudio abbiano mantenuto una loro identità etnica (Carinzia, Austria).

Gli ausiliari erano reclutati prevalentemente dalle province occidentali come la Gallia, l'Hispania, la Batavia, la Tracia, oltre a quelle d'oltre frontiera come la Germania Magna. Anche il Nord Africa e le province orientali fornivano notevoli contingenti specializzati. È Cheesman a fornirci una tabella sulle principali regioni di provenienza degli ausiliari del I secolo.
Nel I secolo, la maggior parte delle truppe ausiliarie fu reclutata tra i romani peregrini (cittadini di second'ordine). Durante la dinastia Giulio-Claudia, fino al 68, sembra che l'arruolamento di peregrini sembra sia stato praticato, probabilmente sotto forma di una quota fissa di uomini che avessero raggiunto l'età militare minima in ogni tribù, a fianco del reclutamento di volontari.
Dalla dinastia dei Flavi, sia le truppe ausiliarie, come le legioni, cominciarono ad essere arruolate in grossa parte tra i volontari, con leva obbligatoria solo in tempi di estrema necessità, come durante la conquista della Dacia (101-106). E benché fossero stati arruolati anche giovani 14-enni, la maggior parte del reclutamento (66%) avveniva in una fascia di età compresa tra i 18 ed i 23 anni.
Quando si procedeva ad arruolare per la prima volta un'unità ausiliaria, normalmente questa stessa unità prendeva il nome dalla tribù o popolo nativo a cui apparteneva. Nel periodo Giulio-Claudio, sembra furono fatti degli sforzi per mantenere l'integrità etnica di queste unità, perfino quando le stesse erano dislocate in lontane province. Ma a partire dall'epoca Flavia, il reclutamento avveniva non più nella regione d'origine, ma in quella dove l'unità era ormai posizionata, diventando quindi col tempo predominante, perdendo così questi reggimenti la loro identità etnica. Il nome dell'unità diventava così una semplice curiosità priva di significato, anche se alcuni dei suoi membri potevano aver ereditato i loro antichi nomi dai suoi veterani. È vero anche che in alcuni casi, come per le unità dei Batavi, numerosi diplomi militari ed altre iscrizioni, alcune unità hanno continuato a reclutare i loro effettivi ancora nelle loro zone di origine. E così, per alcune zone particolari, come quelle del limes danubiano (Rezia, Pannonie, Mesie e Dacie), molti elementi di reclutamento rimasero legati alla loro nazione d'origine.
Vi erano coorti che portavano il titolo di civium Romanorum (= di cittadini romani), o c.R. più brevemente, come "Cohors Italica C.R." o "Cohors Voluntariorum C.R.". Coorti italiche erano sparse un po' dappertutto per l'impero al fine di garantirne la sicurezza; le ritroviamo attestate come presidi, guarnigioni e guardia di governatori romani, è il caso della "Cohors Italica" di stanza in Palestina (attestata dal 40 a.D., ma si tratta probabilmente della coorte già a disposizione di Ponzio Pilato). Le "cohortes voluntariorum" portavano un numero continuo (si conoscono fino alla XXXII) e di solito l'aggiunta "civium Romanorum" o "ingenuorum c. R." (ingenui erano i nati liberi, liberti gli ex schiavi). 50 unità furono reclutate da Augusto in modo eccezionale durante la crisi determinata dalla rivolta dalmato-pannonica del 6-9, che fu descritta dallo storico Svetonio come una della peggiori dai tempi delle guerre puniche. E benché la richiesta di un minimo di ricchezza di epoca Repubblicana fosse stata abbandonata con la riforma mariana, al fine di essere arruolati nella legione, tutti cittadini romani che erano vagabondi, criminali, debitori o liberti, ne erano comunque esclusi. Augusto, però, alla disperata ricerca di reclute, fece invece ricorso ad una leva obbligatoria, dopo aver liberato migliaia di schiavi, come non era successo dai tempi della disfatta di Canne di due secoli prima. Ma l'Imperatore trovò assolutamente incompatibile il fatto di ammettere tali uomini nelle legioni. Decise così di creare unità separate con questi individui. Queste unità rimasero attive dopo la rivolta, ma secondo alcuni autori, tra le loro file tornarono ad essere arruolati solo peregrini, esattamente come per le altre unità ausiliarie, pur conservando il titolo iniziale di c.R..
(Svetonio, Augustus, 25.)
Successivamente anche ad altre unità ausiliarie fu aggiunto il titolo di c.R. per meriti eccezionali, conferendo a tutti i suoi membri la cittadinanza romana. Cittadini romani furono comunque reclutati regolarmente tra le auxilia. Molto probabilmente, la maggior parte dei cittadini reclutati tra gli ausiliari erano i figli dei veterani tra gli ausiliari che erano stati affrancati grazie al servizio prestato dei loro padri nell'esercito romano. Molti di loro potrebbero, infatti, aver preferito unirsi ai reggimenti dei loro padri, che rappresentavano per loro una specie di seconda famiglia, piuttosto che arruolarsi nelle legioni, ambiente per loro poco familiare. L'incidenza dei cittadini nella auxilia sarebbe quindi cresciuto costantemente nel tempo fino a quando, dopo la concessione della cittadinanza a tutti i peregrini del 212 (Constitutio antoniniana), molte unità ausiliarie divennero prevalentemente, se non esclusivamente, unità di cittadini romani.
È meno evidente il fatto che nelle unità ausiliarie regolari fossero reclutati anche i barbari (come i Romani chiamavano le persone che vivevano al di fuori dai confini dell'Impero), almeno prima del III secolo. Sebbene sembra che ciò sia stato possibile, anche se in misura limitata. Nel terzo secolo, infatti, poche unità ausiliarie avevano chiare connotazioni barbariche, come l'Ala I Sarmatarum, il cuneus Frisiorum e il numerus Hnaufridi in Britannia.

#### Tipologia di unità
Le truppe ausiliarie, come le legioni, avevano i loro nomi e numeri. Erano composte fin dall'inizio del principato di Augusto, fino a Nerone-Vespasiano, da circa 500 uomini (quingenarie). Solo in seguito queste unità cominciarono ad raddoppiare il numero degli effettivi fino ai 1.000 armati (milliarie).

##### Coorti di sola fanteria (cohors peditata)
Le coorti di fanteria avevano una struttura molto similare a quelle delle coorti legionarie. Erano inizialmente sottoposte ad un praefectus cohortis quando erano ancora quingenariae e formate da peregrini, in seguito ad un tribunus militum se milliariae o se costituite da cives Romanorum. Le coorti quingenarie erano composte da 6 centurie di 80 uomini ciascuna, oltre a 6 centurioni (tra cui un centurione princeps) per un totale di 480 fanti, in alcuni casi muniti di armi da lancio (arcieri, frombolieri e lanciatori di giavellotto) per completarsi con la fanteria pesante legionaria.

##### Alaedi cavalleria
Le alae di cavalleria inizialmente furono solo quingenarie (composte cioè da 500 armati circa). Erano sottoposte ad un praefectus equitum (almeno fino a Tiberio) poi ad un praefectus alae. Erano divise in 16 turmae da 32 uomini (comandate ciascuna da 16 decurioni, tra cui un decurione princeps), per un totale di 512 cavalieri. Fornivano alle legioni truppe di ricognizione e di inseguimento, oltre a costituire elemento d'urto sui fianchi dello schieramento nemico.

##### Coorti miste di fanteria e cavalleria (cohors equitata)
Le coorti miste o equitatae, erano anch'esse inizialmente solo quingenarie. Di loro abbiamo notizia fin dal principato di Augusto, da un'iscrizione rinvenuta a Venafro nel Sannio. Si caratterizzavano dalle normali coorti ausiliarie per essere unità militari miste. Erano formate da 6 centurie di 80 fanti ciascuna (secondo Giuseppe Flavio da 6 centurie di 100 fanti) e 4 turmae di cavalleria di 32 cavalieri ciascuna, per un totale di 480 fanti e 128 cavalieri. L'origine, come abbiamo visto sopra, risalirebbe al tipico modo di combattere dei Germani, descritto da Cesare nel suo De bello Gallico.

#### Unità speciali
Durante il periodo repubblicano le unità specializzate, utilizzate dall'esercito romano, erano di tre tipologie: i frombolieri delle Baleari, gli arcieri Cretesi e la cavalleria leggera dei Numidi. Queste unità continuarono ad essere utilizzate anche nei secoli successivi.

##### Lanceri, armati in modo "pesante"

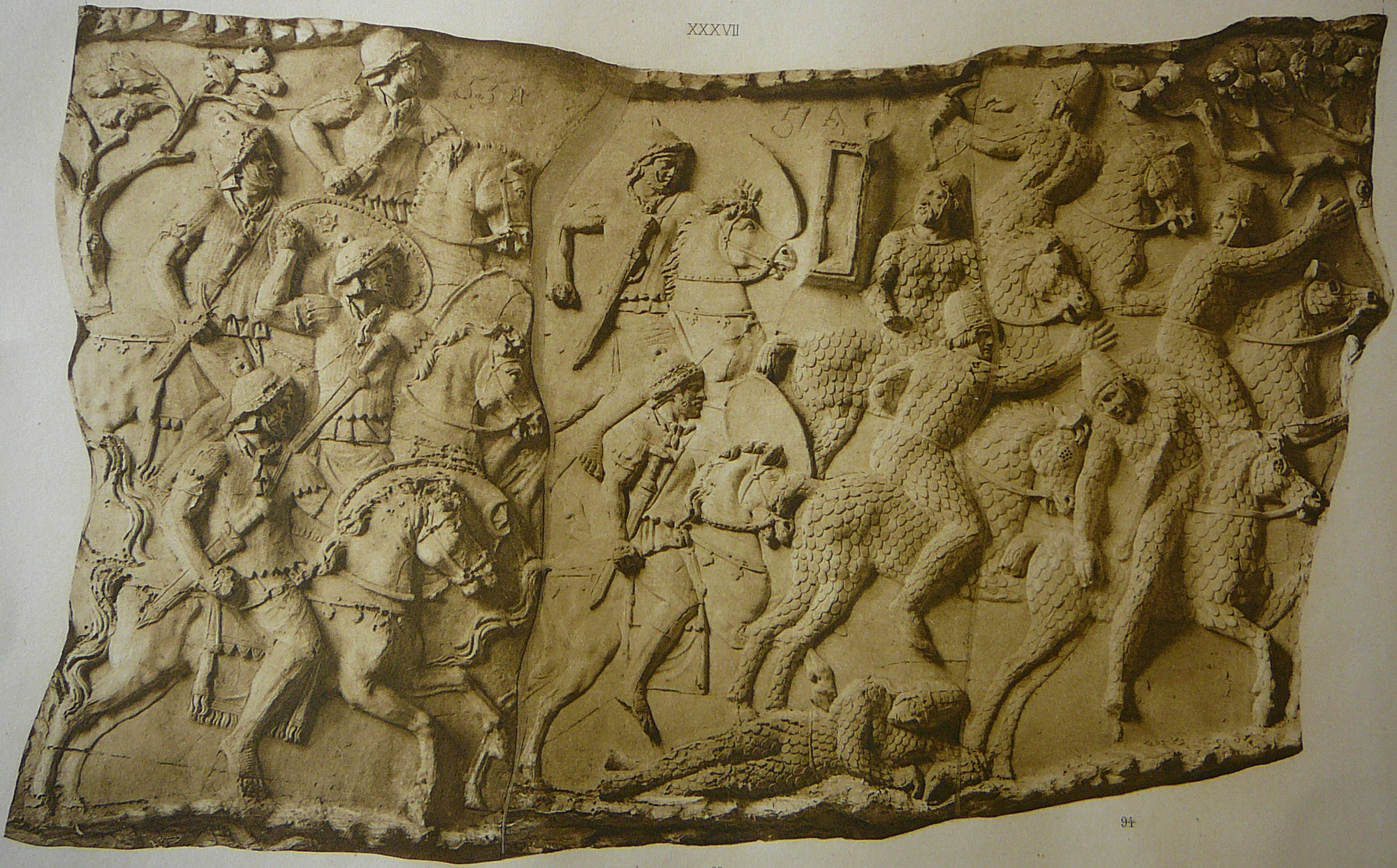
La cavalleria pesante dei sarmati Roxolani (equites cataphractarii) contro la quale i Romani si scontrarono durante la conquista della Dacia (dettagli dalla colonna di Traiano).

Si trattava dei cosiddetti equites cataphractarii o semplicemente cataphractarii, erano la cavalleria pesante dell'esercito romano. Queste unità furono create, copiando unità nemiche dei Sarmati e dei Parti, per contrastarle. Furono gli unici cavalieri che non facevano parte di una particolare squadra di esploratori, ma erano un corpo ben distinto di cavalleria (può essere considerato il primo esistente del genere). I catafratti di epoca romana erano armati con una lancia a due punte (contus) e una spada leggermente più lunga del gladio in dotazione ai legionari (la spatha). Avevano un elmo con pennacchio e con apertura a visiera. La loro corazza proteggeva anche braccia e gambe (si trattava di una evoluzione della lorica squamata).
Le prime unità di catafratti introdotte nell'esercito romano, furono create da Adriano. Si trattava ad esempio dell'Ala I Gallorum et Pannoniorum catafractaria, formata da Sarmati Roxolani,

##### Cavalleria leggera

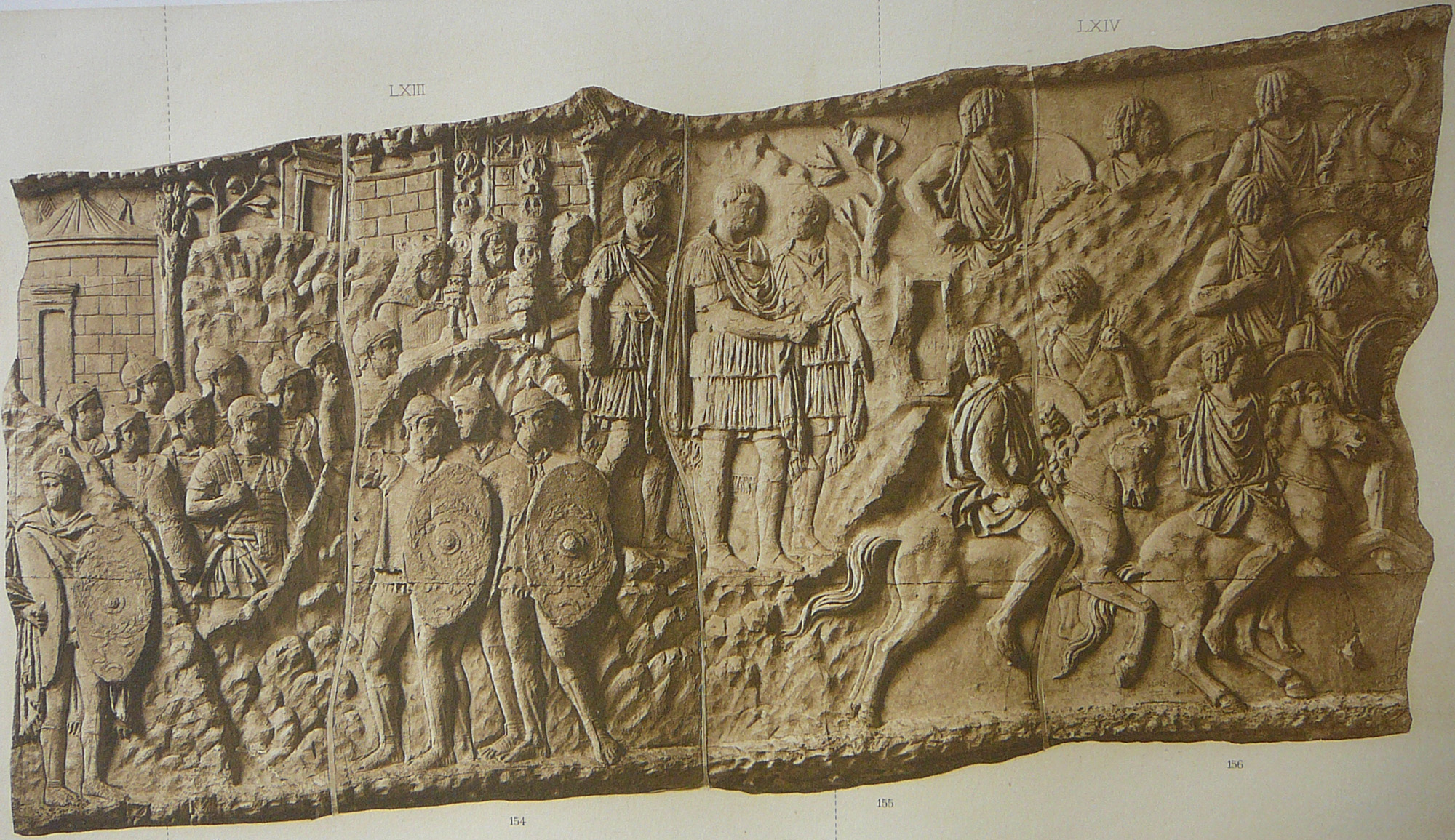
La cavalleria leggera numida (equites Numidae) impiegata durante le conquista della Dacia (dettagli dalla colonna di Traiano).

Dalla seconda guerra punica fino al III secolo d.C., il grosso della cavalleria "leggera" tra le auxilia romane (a parte quelle unità montate di arcieri siriani), fu fornito per lo più dalle province romane del Nord-Africa di Africa proconsolare e Mauretania Cesariense. Erano perciò conosciuti come equites Numidarum e equites Maurorum. Sulla Colonna di Traiano i cavalieri mauri sono rappresentati con lunghi capelli, in sella ai loro cavalli, piccoli ma resistenti, senza sella, con un giro semplice di corda intrecciata al collo per controllarli. Non indossano armature, portano solo un piccolo scudo rotondo di cuoio. Le loro armi non possono essere individuate a causa dell'erosione della pietra, ma sappiamo da Tito Livio che disponevano di alcuni corti giavellotti.
Si trattava di un corpo di cavalleria molto veloce nella manovra tattica, venendo impiegati soprattutto per colpire rapidamente il nemico e ritirarsi altrettanto rapidamente, lanciando i loro giavellotti. Erano anche impiegati con compiti di perlustrazione, avanguardia, agguati, ma erano estremamente vulnerabili nel combattimento "corpo a corpo". Non è molto chiaro quanto di queste forze fossero usate come reparti regolari di auxilia e quanti tra i foederati. Poi nel III secolo apparvero nuove unità di cavalleria leggera, apparentemente reclutate lungo le province danubiane, chiamate equites Dalmatae. Poco si sa di queste unità, sebbene ce ne fossero numerose durante tutto il IV secolo, come ci tramanda la Notitia Dignitatum.

##### Truppe su cammelli o dromedari
Un'unità di dromedarii è attestata dal II secolo. Si trattava dell'ala I Ulpia dromedariorum milliaria in Siria.
(Arabia, Bostra, CIL III, 93 (p 969).)
(Siria, Rimet el-Lohf, CIL III, 14160,1.)

##### Arcieri

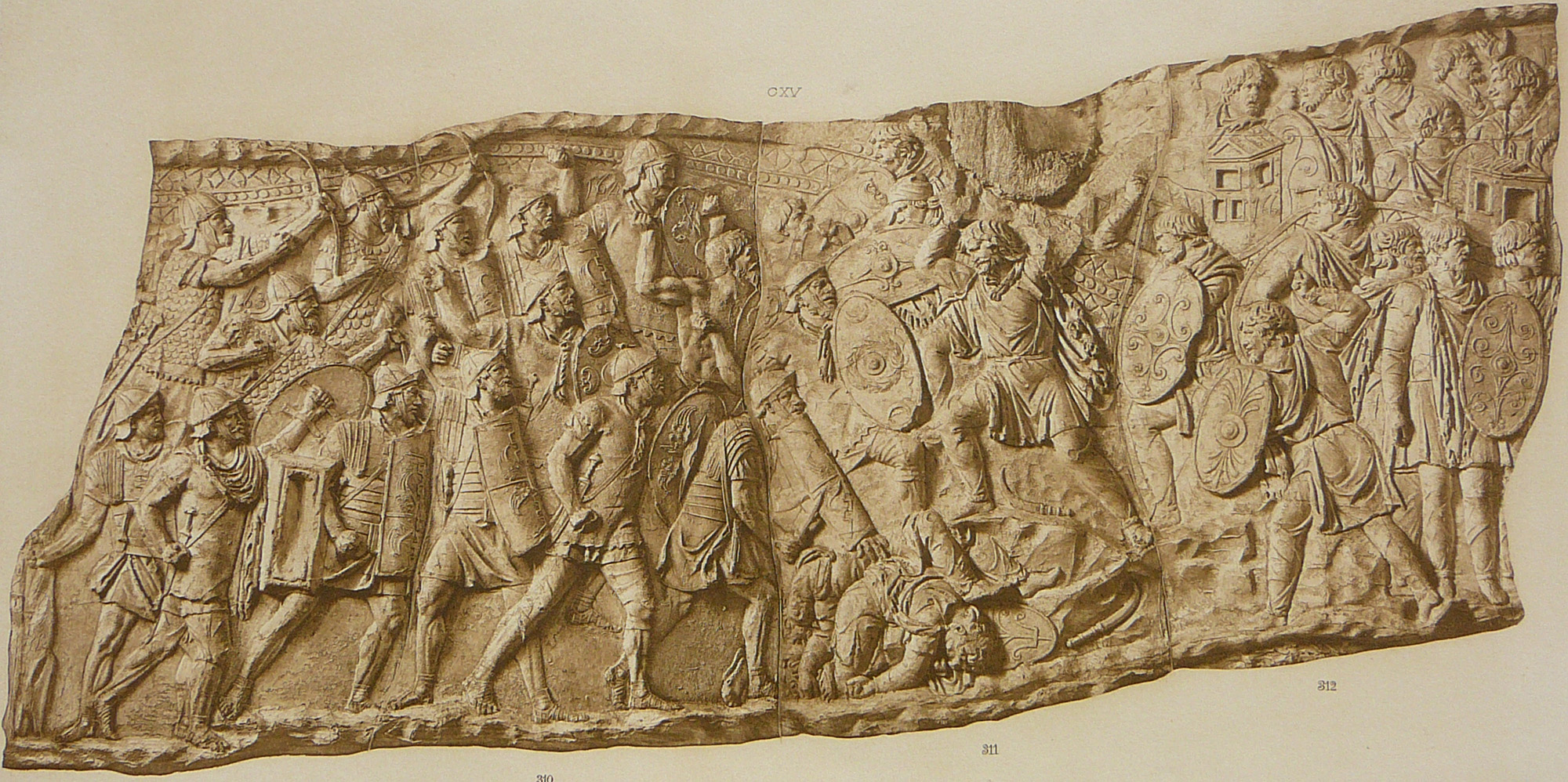
Arcieri romano (in alto a sinistra) in azione. Nota gli elmi conici di tipo orientale, che indicano un'unità della Siria, oltre ad archi ricurvi (Colonna di Traiano, Roma).

Sappiamo di un discreto numero di unità ausiliarie di arcieri (almeno 32, nel II secolo), denominate dai Romani sagittariorum o sagittarii (da sagitta = freccia). Queste 32 unità (4 delle quali erano certamente milliarie) potevano contare una forza pari a 17.600 arcieri. Servivano in tutte le tipologie di unità: dalle Alae di cavalleria, alle coorti equitatae e peditatae. Ovviamente non sappiamo se tutti i membri di queste unità sagittariorum fossero arcieri, o solo una parte di essi.
Da circa il 218 a.C., gli arcieri dell'esercito repubblicano erano virtualmente tutti mercenari, provenienti dall'isola di Creta, che aveva una lunga tradizione. Nel corso della tarda Repubblica (88-30 a.C.) e poi in età augustea, Creta fu gradualmente sostituita da corpi di arcieri provenienti da altre province appena costituite, regioni con forti tradizioni nel tiro con l'arco. Tra queste si ricordano la Tracia, Anatolia e, soprattutto, la Siria. Dei 32 reparti di Sagittarii della metà del II secolo, 13 provenivano dalla Siria, 7 dalla Tracia, 5 dall'Anatolia e solo 1 da Creta, mentre le restanti 6 avevano origini incerta.
Conosciamo, inoltre, tre differenti tipo di arcieri, rappresentati sulla Colonna di Traiano:
- (a) con corazza scalare, elmo conico in metallo e mantello;
- (b) senza armatura, con un copricapo conico ed una lunga tunica;
- (c) equipaggiati allo stesso modo dei fanti ausiliari, muniti di archi al posto di giavellotti.

Il primo tipo era quasi certamente proveniente da Siria e Anatolia; il terzo era di tipo tracio. Aggiungiamo che gli archi standard usati dalle auxilia romane erano archi compositi, ricurvi, sofisticati, compatti e armi molto potenti.

##### Frombolieri

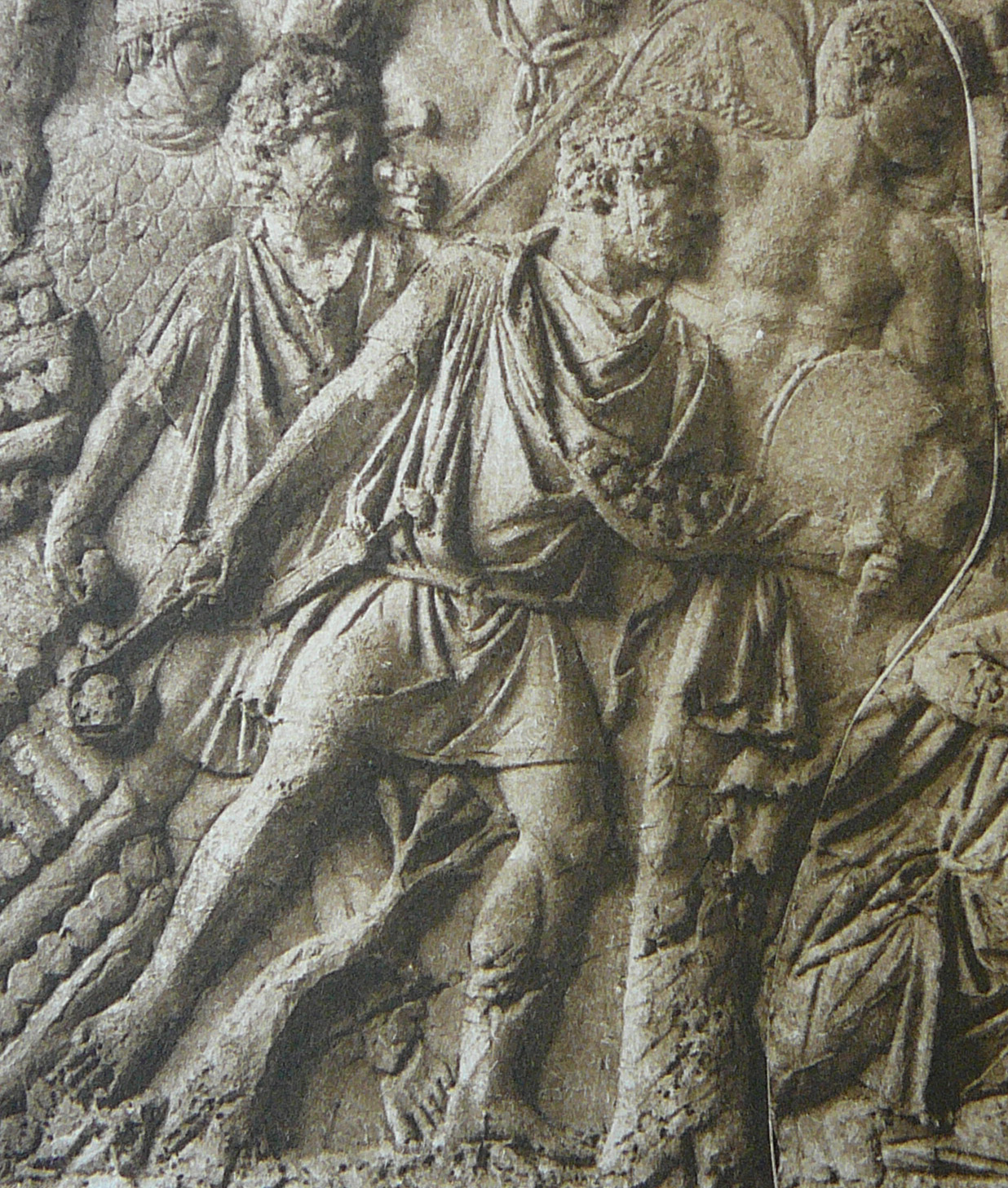
Frombolieri romani (funditores, dal latino funda = fionda) in azione durante la conquista della Dacia (dettaglio dalla Colonna di Traiano a Roma.

Da circa il 218 a.C., i frombolieri dell'esercito repubblicano erano virtualmente tutti mercenari, provenienti dalle isole delle Baleari, che avevano una lunga tradizione, fin dall'epoca preistorica. Non sappiamo però se durante il periodo imperiale, queste unità di frombolieri delle Baleari avessero continuato ad esistere o se fossero stati man mano sostituiti da altre unità di altre regioni, come avvenne per gli arcieri di Creta. Durante il principato non sono menzionate unità di questo tipo, almeno epigraficamente. Resta però un dato di fatto che unità di questo tipo sono state rappresentate sulla Colonna di Traiano, senza armatura, con una tunica corta, una borsa per tenere i loro colpi (glandes).

##### Esploratori
Gli exploratores (dal latino explorare = scoprire) o speculatores rappresentavano una sorta di sistema di spionaggio di epoca romana. Ne conosciamo un paio di queste unità (numeri exploratorum) attive nel III secolo in Britannia (a Habitanco e Bremenio).

#### Gerarchia interna alle unità ausiliarie ecursus honorum
Tutte queste unità ausiliarie erano comandate da un prefetto (praefectus cohortis il comandante di fanteria, e praefectus equitum quello della cavalleria), spesso capo tribù o primus pilum di legione, tranne nel caso di coorti di cittadini romani. In quest'ultimo caso il comandante era un tribunus militum (dell'ordine equestre). Gli ausiliari erano reclutati sia fra coloro che non avevano la cittadinanza romana (nelle province meno romanizzate), sia fra cittadini romani volontari (in questo caso i soldati erano equiparati ai legionari).
Gli ufficiali subordinati come i decuriones delle turmae di cavalleria ed i centurioni delle coorti, erano cittadini romani che potevano in seguito aspirare ad essere promossi alla carica di "centurioni di legione".
Ora in una prospettiva di una carriera militare tra le milizie ausiliarie, al primo gradino c'era:
1. il semplice miles (soldato), poi
2. gli immunes (specialisti esentati dai lavori pesanti, come il custos armorum, il curator, il curnicularius, il beneficiarius, ecc.),
3. i principales (soldati o sotto-ufficiali con incarichi tattici, come il signifer, il tesserarius, il duplicarius, il sesquiplicarius, ecc.),
4. i decuriones e i centuriones,
5. il praefectus cohortis peditatae quingenariae
6. il praefectus cohortis equitatae quingenariae
7. il praefectus alae quingenariae
8. il tribunus militum di cohortes peditatae et equitatae quingenariae civium Romanorum,
9. il tribunus militum di cohortes peditatae et equitatae milliariae,
10. il praefectus alae milliariae.[54]

#### Durata servizio, paga e congedo
Augusto riordinò anche il sistema d'arruolamento offrendo loro, una volta reclutati in servizio permanente e non più solo in occasione di campagne militari, una paga quadrimestrale ed un equipaggiamento uniforme, pari a circa un terzo di quanto percepiva un legionario. La paga (stipendium) di un cavaliere di Ala si aggirava attorno ai 250 denari, mentre quella di un cavaliere di coorte equitata attorno ai 150/200 denari. In sostanza gli equites alares (cavalieri di Ala) erano i più pagati. Dopo di loro c'erano gli equites cohortales (cavalieri di una coorte equitata) ed infine i fanti di una coorte peditata. Qui sotto una tabella riassuntiva degli stipendi dei militari che servirono negli auxilia romani, sulla base dei calcoli effettuati da alcuni studiosi moderni e dei pochi elementi letterari dell'epoca:
| Truppe ausiliarie            | Augusto (in denarii) | Domiziano (in denarii) | Settimio Severo (in denarii) | Caracalla (in denarii) |
| ---------------------------- | -------------------- | ---------------------- | ---------------------------- | ---------------------- |
| fante di cohors peditata     | 75                   | 100                    | 150                          | 225                    |
| fante di cohors equitata     | 150                  | 200                    | 300                          | 450                    |
| cavaliere di cohors equitata | 200                  | 267                    | 400                          | 600                    |
| cavaliere di Ala             | 250                  | 333                    | 500                          | 750                    |
| Praefectus cohortis          | 3.375                | 4.500                  | 6.750                        | 10.125                 |
| Praefectus alae              | 11.250               | 15.000                 | 22.500                       | 33.750                 |

Augusto stabilì, inoltre, che rimanessero di stanza nella loro regione di reclutamento per un periodo di 25 anni, e al momento del congedo (honesta missio) ottenevano:
- un premio finale (in denaro o un terreno da coltivare, nelle nuove province da colonizzare come veterani)[60]),
- la cittadinanza romana,
- la legalizzazione di qualsiasi matrimonio contratto da quel momento (ius connubii),
- ed i loro figli potevano così aspirare al servizio nelle legioni.[61]

### Modifiche successive all'ordinamento augusteo (I e II secolo)

#### Unitàquingenarieemilliarie
A partire dalla dinastia dei Flavi, furono introdotte per prime le unità ausiliarie milliariae, ovvero composte da circa 1.000 armati (create ex novo oppure incrementandone gli armati da una preesistente quingenaria) in tutte le loro tipologie: dalle cohortes peditatae, a quelle equitatae fino alle alae di cavalleria (quest'ultima considerata l'élite dell'esercito romano).
La tabella qui sotto riporta la consistenza numerica e la gerarchia interna alle principali unità ausiliarie nel II secolo, compresa quella relative alle unità di cavalleria o mista di fanti e cavalieri.
| Tipologia di unità ausiliarie | servizio              | comandante                    | subordinato                         | N. di sotto-unità     | Forza della sotto-unità | Forza dell'Unità                                  |
| ----------------------------- | --------------------- | ----------------------------- | ----------------------------------- | --------------------- | ----------------------- | ------------------------------------------------- |
| Ala quingenaria               | cavalleria            | praefectus alae               | decurione                           | 16 turmae             | 30 (32)                 | 480 (512)                                         |
| Ala milliaria                 | cavalleria            | praefectus alae               | decurione                           | 24 turmae             | 30 (32)                 | 720 (768)                                         |
| Cohors quingenaria            | fanteria              | praefectus cohortis           | centurione                          | 6 centuriae           | 80                      | 480                                               |
| Cohors milliaria              | fanteria              | tribunus militum              | centurione                          | 10 centuriae          | 80                      | 800                                               |
| Cohors equitata quingenaria   | fanteria e cavalleria | praefectus cohortis equitatae | centurione (fanti) decurione (cav)  | 6 centuriae 4 turmae  | 80 30                   | 600 (480 fanti/120 cav.) 720 (600 fanti/120 cav.) |
| Cohors equitata milliaria     | fanteria e cavalleria | tribunus militum              | centurione (fanti) decurione (cav.) | 10 centuriae 8 turmae | 80 30                   | 1.040 (800 fanti/240 cav.)                        |

#### Inumeri
Verso la fine del I secolo d.C. (sotto Domiziano o Traiano) si crearono i numeri (o cunei se formati da cavalieri), cioè quei reparti militari la cui consistenza non superava le 500 unità. Si trattava di un insieme di soldati non romani, che continuarono a conservare le loro caratteristiche etniche. Ciò permetteva di arruolare facilmente elementi barbarici, i quali, all'interno dell'esercito romano, continuavano a conservare la propria lingua, la propria uniforme, le proprie armi, il proprio modo di combattere. Alla fine diventarono loro le vere truppe ausiliarie. Fu infatti dal III secolo in poi, con l'unificazione civile di tutti gli abitanti dell'Impero, grazie alla Constitutio Antoniniana dell'imperatore Caracalla, che la differenza di rango tra legioni e auxilia divenne obsoleta.

#### Armi, armature e indumenti
Va premesso che, poiché le unità ausiliarie erano costituite con elementi prelevati da province assai diverse tra loro, le loro armature, indumenti ed armi erano spesso differenti tra di loro.
Erano armati alla leggera ed erano un corpo di lancieri, atti a proteggere i fianchi dei più pesantemente armati legionari, con uno scudo ovale ed una lancia.

#### Paga e donativa nel I e II secolo
Il primo aumento della paga in epoca imperiale fu all'epoca di Domiziano, il quale la incrementò di un quarto, portando così il compenso annuo a 333 denari per un cavaliere d'ala e a 200/266 denari per un cavaliere di cohors equitata.

#### Dimensione e disposizione delleauxilialungo illimes(I e II secolo)
È certo che durante il suo principato le truppe romane erano appoggiate da un numero considerevole di unità ausiliarie. Sappiamo, infatti, che furono impiegate per sedare la rivolta in Pannonia del 6-9 d.C., non meno di 70 cohortes di fanteria e 14 alae di cavalleria, pari ad un contingente ausiliario di circa 50.000 armati, a sua volta equivalente  al numero di legionari impiegati (10 legioni di 5.000 armati ciascuna).
Da questa affermazione si suppone che il numero totale di ausiliari sotto le armi, durante il principato di Augusto, fosse pari al numero di legionari (28 legioni da circa 5.000 armati l'una) = a 150.000 armati ciascuno.
Ci sono alcune discrepanze su due recenti analisi delle truppe ausiliarie dell'esercito romano, tra Spaul (2000) e Holder (2003), sul numero complessivo di unità presenti lungo il limes romano attorno alla metà del II secolo come segue:
| Autore              | N. Alae | N. Cohortes | N. totale unità | Totale cavalieri | Totale fanti | Totale effettivi |
| ------------------- | ------- | ----------- | --------------- | ---------------- | ------------ | ---------------- |
| J. Spaul (2000)     | 80      | 247         | 327             | 56,160           | 124,640      | 180,800          |
| P. A. Holder (2003) | 88      | 279         | 367             | 74,624           | 143,200      | 217,624          |

NOTE: Le forze in campo escludono gli ufficiali (centurioni e decurioni), che rappresentano una forza di circa 3.500 uomini in totale.
La differenza di 40 unità e circa 40.000 effettivi è dovuta principalmente a:
1. Spaul interpreti alcune unità aventi lo stesso nome e numero, seppure attestate in province differenti nello stesso periodo, come la medesima unità, in un atteggiamento estremamente cauto ed ipotizzando si spostino con una certa frequenza; al contrario Holder le considera unità totalmente differenti e quindi sommabili nel computo complessivo.
2. Spaul accetta come coorti equitate solo quelle esplicitamente citate, in un numero complessivo inferiore rispetto a Holder.[73]

Qui di seguito indichiamo l'analisi effettuata da Holder:
| Province               | Paesi moderni equivalenti             | Alae (n.miliarie) | Cohortes (n.miliarie) | Totale unità | X | Cavalieri* | Fanti   | Totale auxilia | X | Num. legioni | Legionari fanti | X | Totale area |
| ---------------------- | ------------------------------------- | ----------------- | --------------------- | ------------ | - | ---------- | ------- | -------------- | - | ------------ | --------------- | - | ----------- |
| Britannia              | Inghilterra e Galles                  | 11 (1)            | 45 (6)                | 56           |   | 10,688     | 25,520  | 36,208         |   | 3            | 16,500          |   | 52,708      |
| Frontiere renana       |                                       |                   |                       |              |   |            |         |                |   |              |                 |   |             |
| Germania Inferiore     | Paesi Bassi                           | 6                 | 17                    | 23           |   | 4,512      | 8,160   | 12,672         |   | 2            | 11,000          |   | 23,672      |
| Germania Superiore     | Alsazia                               | 3                 | 22 (1)                | 25           |   | 3,336      | 10,880  | 14,216         |   | 2            | 11,000          |   | 25,216      |
| Frontiera danubiana    |                                       |                   |                       |              |   |            |         |                |   |              |                 |   |             |
| Raetia/Norico          | Sud Germania Svizzera/Austria         | 7 (1)             | 20 (5)                | 27           |   | 5,280      | 11,220  | 16,500         |   | 1            | 5,500           |   | 22,000      |
| Pannonia               | Ungheria occ. e Slovenia              | 11 (2)            | 21 (4)                | 32           |   | 8,304      | 11,360  | 19,664         |   | 3            | 16,500          |   | 36,164      |
| Mesia Superiore        | Serbia sett.                          | 2                 | 10                    | 12           |   | 1,864      | 4,800   | 6,664          |   | 2            | 11,000          |   | 17,664      |
| Mesia Inferiore        | Bulgaria/Romania ori.                 | 5                 | 12                    | 17           |   | 3,520      | 5,760   | 9,280          |   | 1            | 5,500           |   | 14,780      |
| Tre Dacie              | Romania                               | 11 (1)            | 32 (8)                | 43           |   | 7,328      | 17,920  | 25,248         |   | 2            | 11,000          |   | 36,248      |
| Frontiera orientale    |                                       |                   |                       |              |   |            |         |                |   |              |                 |   |             |
| Cappadocia             | Turchia ori.                          | 4                 | 15 (2)                | 19           |   | 3,368      | 7,840   | 11,208         |   | 3            | 16,500          |   | 27,708      |
| Siria, Giudea e Arabia | Siria, Palestina, Giordania e Israele | 12 (1)            | 43 (3)                | 55           |   | 10,240     | 21,600  | 31,840         |   | 5            | 27,500          |   | 59,340      |
| Nord Africa            |                                       |                   |                       |              |   |            |         |                |   |              |                 |   |             |
| Egitto                 | Egitto'                               | 4                 | 11                    | 15           |   | 3,008      | 5,280   | 8,288          |   | 2            | 11,000          |   | 19,288      |
| Mauretania e Africa    | Tunisia, Algeria e Marocco            | 10 (1)            | 30 (1)                | 40           |   | 7,796      | 14,720  | 22,516         |   | 1            | 5,500           |   | 28,016      |
| Province interne       |                                       | 2                 | 15                    | 17           |   | 2,224      | 7,200   | 9,424          |   | 1            | 5,500           |   | 14,924      |
| Totale IMPERO          |                                       | 88 (7)            | 293 (30)              | 381          |   | 71,468     | 152,260 | 223,728        |   | 28           | 154,000         |   | 377,728     |

## Elenco delle unità ausiliarie
Per un elenco dettagliato di tutte le unità (coorti peditatae, equitatae ed Ali di cavalleria):